# Communauté de communes du Pays d'Issoudun
Pour les articles homonymes, voir CCPI.
La communauté de communes du Pays d'Issoudun (CCPI) est une communauté de communes interdépartementale française, située dans les départements de l'Indre et du Cher, en région Centre-Val de Loire.

## Historique
- 20 décembre 1993[2] : création de la communauté de communes.
- 1er janvier 2002 : adhésion des communes de Diou et Ségry.
- 1er janvier 2006 : adhésion de la commune de Migny.
- 1er janvier 2013 : retrait de la commune de Mareuil-sur-Arnon, à la suite de la mise en place du schéma départemental de coopération intercommunale.
- 2015 : obtention de quatre fleurs, au concours des villes et villages fleuris.

## Territoire communautaire

### Géographie
La communauté de communes se trouve dans l'est du département et dispose d'une superficie de 310,70 km2.
Elle s'étend sur 12, communes, dont 5 dans le canton d'Issoudun, 4 dans le canton de Levroux, 2 dans le canton de Chârost et 1 dans le canton de Châteaumeillant.

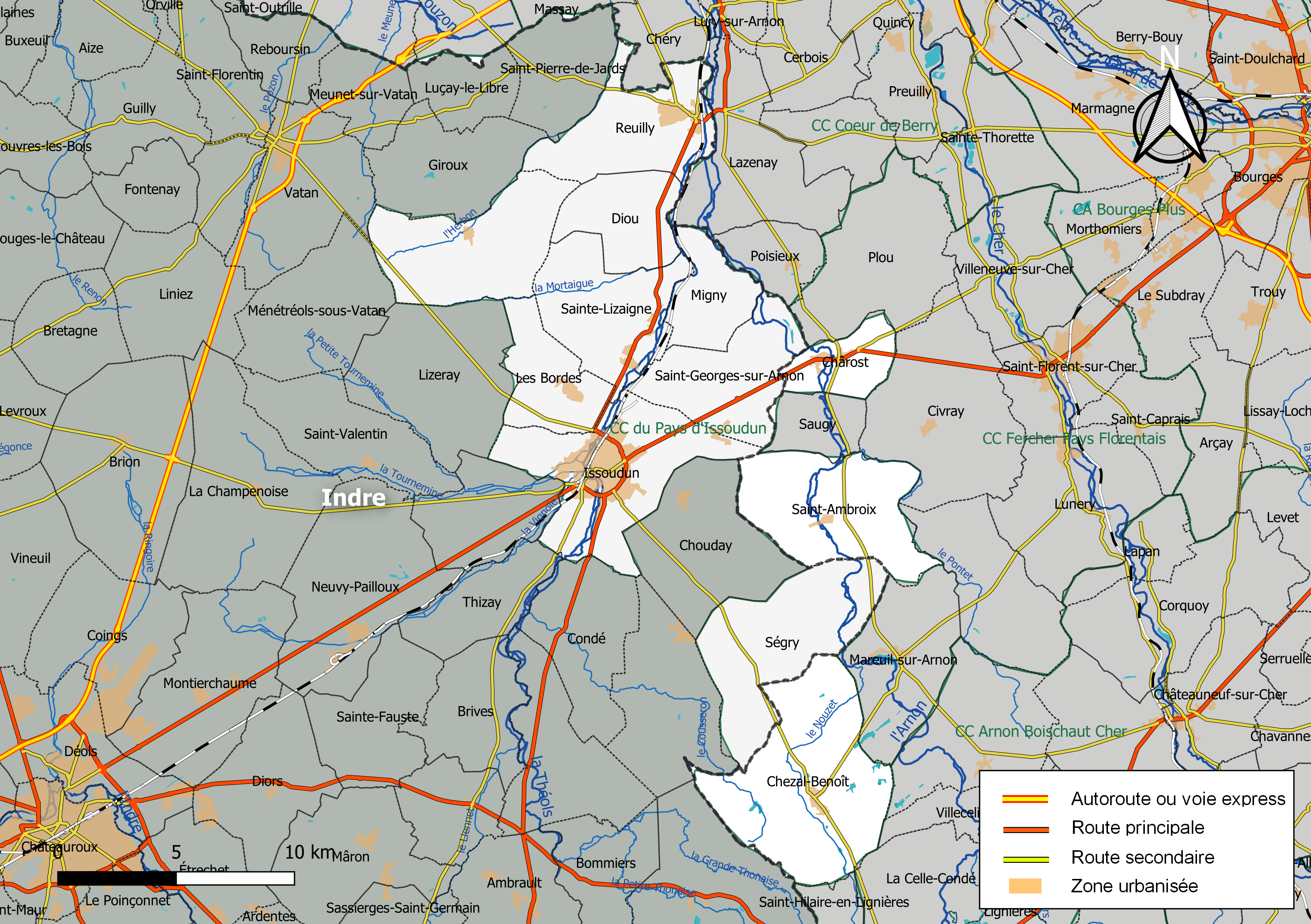
Carte de la communauté de communes du Pays d’Issoudun au 1er janvier 2019.

### Composition
La communauté de communes est composée des 12 communes suivantes :

| Nom                     | Code Insee | Gentilé           | Superficie (km2) | Population (dernière pop. légale) | Densité (hab./km2) |
| ----------------------- | ---------- | ----------------- | ---------------- | --------------------------------- | ------------------ |
| Issoudun (siège)        | 36088      | Issoldunois       | 36,6             | 10 953 (2022)                     | 299                |
| Les Bordes              | 36021      | Bordais           | 16,3             | 824 (2022)                        | 51                 |
| Chârost                 | 18055      | Chârostais        | 10,97            | 899 (2022)                        | 82                 |
| Chezal-Benoît           | 18065      | Casalais          | 46,46            | 762 (2022)                        | 16                 |
| Diou                    | 36065      | Divins            | 16,39            | 259 (2022)                        | 16                 |
| Migny                   | 36125      |                   | 13,35            | 110 (2022)                        | 8,2                |
| Paudy                   | 36152      |                   | 30,28            | 437 (2022)                        | 14                 |
| Reuilly                 | 36171      | Reuillois         | 25,8             | 2 009 (2022)                      | 78                 |
| Saint-Ambroix           | 18198      | Saint-Ambroisiens | 31,22            | 375 (2022)                        | 12                 |
| Saint-Georges-sur-Arnon | 36195      | Georgiens         | 23,87            | 554 (2022)                        | 23                 |
| Sainte-Lizaigne         | 36199      | Lizigniens        | 26,36            | 1 109 (2022)                      | 42                 |
| Ségry                   | 36215      | Ségriens          | 33,06            | 487 (2022)                        | 15                 |

### Démographie
| 1993   | 1999   | 2006    | 2012    | 2017    | - | - |
| ------ | ------ | ------- | ------- | ------- | - | - |
| 22 748 | 22 425 | 22 757, | 21 210, | 20 090, | - | - |

## Administration

### Siège
Le siège de la communauté de communes est à Issoudun, Place des Droits de l’Homme,.

### Les élus
La communauté de communes est gérée par un conseil communautaire composé de  membres représentant chacune des communes membres et élus pour une durée de six ans.
Ils sont répartis comme suit :
| Nombre de délégués | Communes |
| ------------------ | --- |
| 1                  | Les Bordes, Chârost, Chezal-Benoît, Diou, Migny, Paudy, Saint-Ambroix, Saint-Georges-sur-Arnon, Sainte-Lizaigne, Ségry |
| 3                  | Reuilly |
| 13                 | Issoudun |

### Présidence
Le conseil communautaire du 17 avril 2014 a réélu son président, André Laignel et désigné ses quatre vice-présidents qui sont : 
1. Pascal Pauvrehomme (commission ?) ;
2. Daniel Guiet (commission ?) ;
3. Marinette Mitriot (commission ?) ;
4. Jean-Charles Paillard (commission ?).

Ils forment ensemble l'exécutif de l'intercommunalité pour le mandat 2014-2020.
| Période          | Période  | Identité      | Étiquette | Qualité          |
| ---------------- | -------- | ------------- | --------- | ---------------- |
| 20 décembre 1993 | En cours | André Laignel | PS        | Maire d'Issoudun |

### Compétences
L'intercommunalité exerce les compétences, qui lui ont été transférées par les communes membres, dans les conditions fixées par le code général des collectivités territoriales, comme :
- la collecte des déchets des ménages et déchets assimilés ;
- le traitement des déchets des ménages et déchets assimilés ;
- la création, suppression, extension, translation des cimetières et sites funéraires ;
- la construction, aménagement, entretien, gestion d'équipements ou d'établissements sportifs ;
- les activités péri-scolaires ;
- les actions de soutien à l'enseignement supérieur ;
- les activités sportives ;
- le schéma de cohérence territoriale (SCOT) ;
- le schéma de secteur ;
- les plans locaux d’urbanisme ;
- la création et réalisation de zone d’aménagement concertée (ZAC) ;
- l'organisation des transports urbains ;
- les transports scolaires ;
- l'organisation des transports urbains ;
- la prise en considération d’un programme d’aménagement d’ensemble et détermination des secteurs d’aménagement au sens du code de l’urbanisme ;
- le thermalisme ;
- le NTIC (Internet, câble…) ;
- les archives.

### Régime fiscal et budget
La communauté de communes est un établissement public de coopération intercommunale (EPCI) à fiscalité propre. Elle est sous le régime de la fiscalité additionnelle aux impôts locaux perçus par les communes, sans fiscalité professionnelle de zone (FPZ) et sans fiscalité professionnelle sur les éoliennes (FPE).
L'établissement perçoit la redevance d'enlèvement des ordures ménagères (REOM). En revanche elle ne perçoit pas la dotation globale de fonctionnement (DGF), la dotation de solidarité communautaire  (DSC) et la taxe d'enlèvement des ordures ménagères (TEOM).

### Identité visuelle
Logos successifs de la communauté de communes.

Le logo depuis 1993.

### Labels et distinctions
La communauté de communes a obtenu au concours des villes et villages fleuris.